# Јан III Собјески
Јан III Собјески (пољ. Jan III Sobieski; Олеско, 17. август 1629 — Виланув, 17. јун 1696) је био пољски краљ и велики војвода од Литваније. Период од 22 године његове владавине донео је пољско-литванској унији стабилност, која јој је била преко потребна после устанка запорошких козака под водством козачког хетмана Богдана Хмељницког, који је вођен у периоду 1648—1654. и шведског потопа како Пољаци називају шведску инвазију и окупацију у периоду 1655–1660. Био је изванредан војсковођа чувен по својој победи над Турцима у Опсади Беча 1683. године. Због своје победе над Отоманским царством Турци су га назвали Лехистански лав.

## Биографија
Јан Собјески рођен је 1629. у градићу Олешко поред Лавова у тадашњој Пољској (данас у Украјини) у угледној пољској велепосједничкој породици Собјески из клана Јанина. Његов отац Јакуб Собјески, био је надор Руског војводства и Каштелан Кракова, а мајка Теофилија Софија Данилович била је унука хетмана Станислава Жолкевског. По завршетку гимназије у Краковском лицеју Ноwодwорек, млади Јан Собјески завршио је филозофски факултет на Јагелонском универзитету у Кракову. По завршетку студија, заједно са својим братом Мареком Собјеским (1628—1652), Јан је отишао на двогодишње крстарење западном Европом. Током тих путовања сусрео се и упознао с главним политичким фигурама тога времена: Лујем II Бурбонским, Чарлсом II и Вилијамом II Оранским. Путовање му је помогло да научи француски, немачки и италијански, поред латинског којег је знао од пре, а сада добро увежбао. Знање језика показало се пресудним у његовој каснијој војничкој каријери.
Браћа су се вратила у Пољску 1648. и пријавила у војску као добровољци за вјеме устанка Богдана Хмељницког. Јан је основао властиту коњичку јединицу (хоругв) и заповједао њоме као ритмајстер. Након битке код Зборива, браћа су се разишла, па је Марек пао у татарско заробљеништво и следеће године умро. Јан је пак напредовао до чина пуковника и здушно се борио у бици код Берестечка. Као врло перспективног војсковођу краљ Јан II Казимир послао је Собјеског у Истанбул у Османско царство као личног изасланика. У Турској Собјески је учио татарски и турску војну историју и тактику.
На почетку велике шведске инвазије на Пољску познате као Шведски потоп, Јан Собјески био је припадник Велике пољске регименте (пука) под заповједништвом Кшиштофа Опалињског, надора Познања који се предао и заклео на верност шведском краљу Карлу X Густафу код Ујшћа.
Међутим Собјески се за мање од годину дана вратио са својом јединицом на пољску страну, а након априла 1656, опет се борио за пољског краља.

## Заповједник
За вријеме тродневне битке за битке за Варшаву из 1656, Собјески је заповједао са снажном коњичком региментом од 2 000 татарских коњаника, након тога добио је титулу краљевог заставника. Као велики поборник француске фракције, Собјески је остао вјеран краљу за вријеме Лубомирског устанка што му је додатно помогло у његовој војној каријери.
Године 1665, оженио се Маријом Казимиром Луизом де Ла Гранж д’Аркен, истовремено је унапређен у чин Великог маршала круне, а сљедеће године у чин Фелд хетмана круне. 1667. године постигао је своју другу велику побједу над Козацима Петра Дорошенка и њиховим савезницима Татарима у бици код Подхајца за време Пољско-козачко-татарских ратова (1666—1671). До тада већ славни и цењени заповедник унапређен је 5. фебруара 1668. у Великог хетмана круне, највиши војнички чин у Пољско-литванској унији, тиме је Јан Собјески постао заповедник целокупне Пољске војска.
За време Пољско-османског рата 1672—1676., Собјески је 11. новембар 1673. додао још једну велику победу на свој попис, овај пут победио је Турке у бици код Хотина 1673 и заузео тамошњу тврђаву. Вест о победи ишла је истовремено са вешћу о смрти краља Пољске Михаила Корибута, који је погинуо дан пре битке. То је Собјеског избацило у први план, постао је водећа личност у земљи, тако да је 19. мај следеће године, изабран је за краља Пољско-литванске уније. Његова кандидатура била је готово универзално подржана, само десетак чланова изборног тијела било је против. Међу његовим бројним присталицама једна од највећих била је његова жена. Јан Собјески је крунисан за краља, као Јан III 2. фебруар 1676

## Собјески као краљ
У вријеме кад је Собјески постао краљ пољско-литванске уније, то су биле једне од највећих и најгушће насељених земаља у Европи, тешко разорене након готово пола векова сталних ратова.
Државна ризница била је готово празна, а моћни властелини (шљахта) нису се обазирали на одлуке локалних власти, судова па чак ни самог краља. Собјески се прво прихватио стабилизирања стања на јужним границама, присиљавајући Османлије да прихвате мировни споразум, чиме је укинуо трајно стање рата на јужној граници. У јесен 1674. на његов захтјев заратило се с Османлијама након тога враћене су утврђења Камјањец-Подиљски, Бар и Рашков, са њима је поновно успостављена јака одбрамбена линија на јужним пољским границама према Украјини.
Татари су 1676. године отпочели велику контраофанзиву и прешли ријеку Дњепар, али нису успјели поновно заузети стратешки град Жоравно, тако да је убрзо након тога потписан мир. Иако је Камјањец-Подиљски пао у османске руке, Пољска је ипак добро прошла јер је изградила нову значајну Утврду светог тројства и вратила је под своју власт град Била Церква.
Раздобље мира било је пријеко потребно земљи и учвршћењу власти Јана III Собјеског, јер његову власт стално су кочили и оспоравали, што сама пољска властела (шљахта) а што уплитање страних сила Бранденбурга и Аустрије (Аустрија га је чак покушала свргнути те га замијенити с Карлом V, војводом од Лорене). Собјески се одупрео у свему и успео у цјелости да реформише пољску војску.
Војска је реорганизована тако да је основна јединица постала регимента, пешадија је одбацила копља и заменила их бојним сјекирама, а коњица је пак устројена у хусарске и драгунске јединице. Собјески је значајно повећао број топова, и увео нову артиљеријску тактику.
Као дипломата Собјески је осмислио савез с Француском и Османским царством против Аустрије и Бранденбурга. Међутим, његови планови никад нису остварени, тако да су 1683. потпуно напуштени. Свјесан да Пољској недостајају савезници, а да се налази на рубу рата са већином својих суседа, Собјески је ушао у савезништво са Леополдом I, царем Светог римског џарства. Овај савез био је директно усмјерен против Турака, а индиректно против Француске, ипак тај савез је имао предност у одбрани пољских јужних граница.
У прољеће 1683. краљевски шпијуни открили су велике турске ратне припреме, Собјески се бојао да би циљеви тих припрема могли бити пољски градови Лавов и Краков. Како би парирао тој претњи, Собјески је почео са великим радовима на утврђивању градова и наредио општу мобилизацију.
Собјески је своје војне способности показао у рату против Османског царства, његова срчаност у тим сукобима допринијела је учвршћивању његове краљевске позиције. Једна од његових жеља била је да уједини хришћанску Европу у крсташком рату, којим би се избацило Турке из Европе. Придружио се савезу са Светим римским царством и активно укључио у Велики турски рат Свете лиге који је покренуо папа Иноћентије XI у циљу одбране хришћанства.

## Битка код Беча
Највећа побједа Јана Собјеског збила се 1683. за велике Битка код Беча, кад је повео здружене снаге Пољске, Аустрије и Њемачке, против велике османске војске под водством Кара Мустафа.
Још приликом наступања на Беч, Собјески је планирао извести напад 13. септембар, али како су Турци били врло близу пробијања бечких зидина наредио је напад већ
12. септембар у четири сата ујутро из покрета. Собјески је напао са својом армијом од 81.000 људи, пуно јаче турске снаге од око 130.000 људи.
У пет сати послијеподне, након што је посматрао пјешачке битке с заповједног мјеста на врху бријега, Собјески је наредио и лично повео коњанички напад пољских, аустријских и њемачких хусара, - велики одлучни напад доље низ падину. Турске борбене линије су пробијене, а војска се дала у панични бијег. Већ у пет и тридест Собјески је ушао у напуштен шатор турског заповједника Кара Мустафа и тиме је битка код Беча завршила.
Након ове сјајне побједе Папа и многи страни угледници назвали су Собјеског Спасиоцем Беча и западне цивилизације. У писму својој жени Собјески је написао Многи обични људи ми љубе руке, ноге, одјећу, или ме само желе дотаћи и говоре: 'Дајте да пољубим тако храбре руке!

## Задњи дани Собјеског
Краљ Јан III Собјески, посљедњи велики краљ Пољске умро је у граду Виланову у Пољској 17. јун 1696. Његова жена Марија Казимир, умрла је 1716. у француском граду Блоа, након тога тијело јој је враћено у Пољску. Сахрањена је заједно с мужем у катедрали Вавел, у Кракову, Пољска.
Краља Јана III Собјеског наслиједио је Аугуст II који је био на пријестољу највише захваљујући руској подршци, након његове смрти 1733. године, услиједиле су борбе за Пољску круну.

## Породично стабло
|  |                               |  |  |  |  |  |  |  |  |  |  |  |  |  |  |  |
|  | 2. Јакуб Собјески             |  |  |  |  |  |  |  |  |  |  |  |  |  |  |  |
|  |                               |  |  |  |  |  |  |  |  |  |  |  |  |  |  |  |
|  |                               |  |  |  |  |  |  |  |  |  |  |  |  |  |  |  |
|  | 1. Јан III Собјески           |  |  |  |  |  |  |  |  |  |  |  |  |  |  |  |
|  |                               |  |  |  |  |  |  |  |  |  |  |  |  |  |  |  |
|  |                               |  |  |  |  |  |  |  |  |  |  |  |  |  |  |  |
|  | 3. Теофилија Софија Данилович |  |  |  |  |  |  |  |  |  |  |  |  |  |  |  |
|  |                               |  |  |  |  |  |  |  |  |  |  |  |  |  |  |  |
|  |                               |  |  |  |  |  |  |  |  |  |  |  |  |  |  |  |